# 크리스틴 리터
크리스틴 앨리스 리터(영어: Krysten Alyce Ritter, 1981년 12월 16일 ~ )는 미국의 배우이자 모델이다. 드라마 《브레이킹 배드》의 제인 마걸리스, 《두 여자의 위험한 동거》의 클로이 역으로 알려져 있으며, 《베로니카 마스》, 《길모어 걸스》에서도 비중 있는 캐릭터를 연기했다. 영화 《내겐 너무 과분한 그녀》(2010)에서는 제이 배러셜과 호흡을 맞췄다. 2015년에는 넷플릭스 제작 드라마 《제시카 존스》에서 주인공 제시카 존스 역을 맡게 되었다.

## 어린 시절
리터는 펜실베이아 주 블룸즈버그에서 캐시 테일러와 게리 리터 사이의 딸로 태어났다. 그녀는 본인의 어머니, 이붓아버지와 자매와 함께 살던 펜실비니아 쉭시니 외곽의 농장에서 자랐다. 그녀의 아버지는 벤튼 근교에서 살았다. 2000년에 노스웨스트 에리어 고등학교에 입학했다.

## 활동

### 모델
15세 리터는 모델 에이전트에게 지역의 쇼핑몰이던 와오밍 밸리 몰에서 모델로 스카우트되었다. 리터는 당시의 자신을 필레델피아 스타일지에서 이렇게 묘사했다. "키 크고, 흐느적거리고, 어색하고, 또 무지 무지 말랐어요" 고등학교 재학 당시 휴가를 받아 뉴욕 시에 여행을 갔고, 이후부터 그곳과 필라델피아를 오가며 모델 일을 했다. 엘리트 모델 매지먼트의 대행인과 계약했고 뒤에 윌헬미나 모델과 계약한다. 18세에 뉴욕 시로 거주지를 옮겼고 광고물과 텔레비전에 등장하며 국제적인 모델 경력을 쌓았다. 잡지, 카탈로그에 출현하던 그녀는 밀란, 뉴욕, 파리, 도쿄 런웨이를 성사시켰다.

## 사생활
리터는 브루클린에서 로스앤젤레스로 2007년 이사했다. 엑스 비바이언이라는 밴드에서 기타와 보컬을 맡고 있다. 또한 동물 권리를 홍보하며 2013년, 여름날에 차에 키우는 강아지를 두고 가면 위험하다는 PETA의 광고 켐페인에서 자세를 취한 바 있다.

## 필모그래피

### 영화
| 연도 | 제목                             | 역할                | 참고                   |
| ---- | -------------------------------- | ------------------- | ---------------------- |
| 2001 | 썸원 라이크 유                   | 모델                | 크레딧 미등장          |
| 2002 | Freshening Up                    | Girl on couch       | 단편 영화              |
| 2002 | Garmento                         | 판초 모델           |                        |
| 2003 | The Look                         | 마라                |                        |
| 2003 | 모나리자 스마일                  | 미술사 학생         |                        |
| 2005 | 슬링샷                           | 베스                |                        |
| 2007 | 헤비 페팅                        | 행인                |                        |
| 2008 | 프로스트                         | 오지                |                        |
| 2008 | 27번의 결혼 리허설               | 지나                |                        |
| 2008 | 라스베가스에서만 생길 수 있는 일 | 켈리                |                        |
| 2009 | Glock                            | 베레타              | 단편 영화              |
| 2009 | 쇼퍼홀릭                         | 수즈 클리스스튜어트 |                        |
| 2010 | 내겐 너무 과분한 그녀            | 패티                |                        |
| 2010 | 하우 투 메이크 러브 투 어 우먼   | 로렌                |                        |
| 2011 | 킬링 보노                        | 글로리아            |                        |
| 2011 | 라이프 해픈스                    | 킴                  | 각본가이자 공동 제작자 |
| 2011 | 마가렛                           | 점원                |                        |
| 2012 | BuzzKill                         | 니콜                |                        |
| 2012 | 뱀프스                           | 스테이시 데이먼     |                        |
| 2012 | Refuge                           | 에이미              |                        |
| 2014 | 리슨 업 필립                     | 멜라니              |                        |
| 2014 | 베로니카 마스                    | 지아 굿먼           |                        |
| 2014 | 애즈머                           | 루비                |                        |
| 2014 | 서치 파티                        | 크리스티            |                        |
| 2014 | 빅 아이즈                        | 드앤                |                        |
| 2017 | 히어로                           | 루시                |                        |
| 2024 | 수퍼 소닉 3                      | 록웰 국장           |                        |

### TV 프로그램
| 연도      | 제목                  | 역할             | Notes                                                        |
| --------- | --------------------- | ---------------- | ------------------------------------------------------------ |
| 2004      | 우피                  | 브린             | Episode: "The Squatters"                                     |
| 2004      | 원 라이프 투 리브     | 케이             | 4편                                                          |
| 2004      | 로앤오더              | 트레이시 워렌    | Episode: "Everybody Loves Raimondo's"                        |
| 2004      | 태너 온 태너          | 판매원           | 2편                                                          |
| 2005      | 조니 제로             | 퀸               | Episode: "Pilot"                                             |
| 2005–06   | 베로니카 마스         | 지아 굿먼        | 8편                                                          |
| 2006      | 베드퍼드 다이어리     | 에린 카바나      | 2편                                                          |
| 2006–07   | 길모어 걸스           | 루시             | 8편                                                          |
| 2006–07   | 틸 데스               | Allison Stark    | 5편                                                          |
| 2006      | 저스티스              | 에바             | Episode: "Christmas Party"                                   |
| 2007      | 빅 데이               | 엘런             | Episode: "The Ceremony"                                      |
| 2009–10   | 브레이킹 배드         | 제인 마골리스    | 9편                                                          |
| 2009      | 가십걸                | 젊은 캐롤 로즈   | Episode: "Valley Girls"                                      |
| 2010      | 그래비티              | 릴리 샴페인      | 주인공; 10편                                                 |
| 2011      | 러브 바이츠           | 캐시             | Episode: "Firsts"                                            |
| 2012–13   | 두 여자의 위험한 동거 | 클로이           | 주인공; 26편                                                 |
| 2013      | 로봇 치킨             | 다나 폴크 (성우) | Episode: "Immortal"                                          |
| 2013      | 더 클리브랜드 쇼      | 지나 (성우)      | Episode: "California Dreamin' (All the Cleves Are Brown)"    |
| 2013      | 에릭 안드레 쇼        | 본인             | Episode: "Krysten Ritter; Dominic Monaghan"                  |
| 2014      | 블랙리스트            | 로완/노라 밀스   | Episode: "Lord Baltimore"                                    |
| 2015–현재 | 제시카 존스           | 제시카 존스      | 주인공                                                       |
| 2016      | 코미디 뱅! 뱅!        | 본인             | Episode: "Krysten Ritter Wears a Turtleneck and Black Boots" |
| 2017      | 디펜더스              | 제시카 존스      | 주인공                                                       |

### 웹
| 연도 | 제목         | 역할 | Notes        |
| ---- | ------------ | ---- | ------------ |
| 2009 | 워크 업 데드 | 캐시 | 주인공; 22편 |

### 뮤직 비디오
| 연도 | 제목                             | 가수          | Notes    |
| ---- | -------------------------------- | ------------- | -------- |
| 1999 | "Waffle"                         | 세븐더스트    |          |
| 2000 | "Could I Have This Kiss Forever" | 휘트니 휴스턴 | 엑스트라 |